# Sensor CMOS

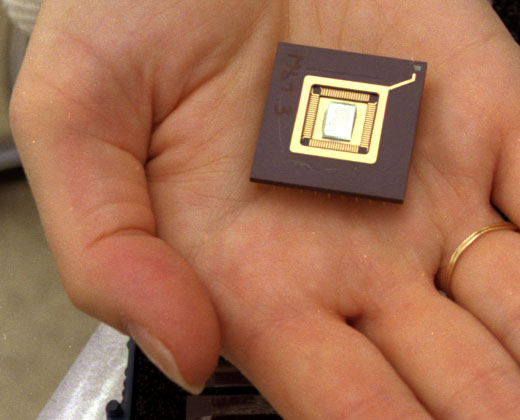
Uno de los primeros CMOS-APS, desarrollado por la NASA.

Un sensor de píxeles activos (active pixel sensor (en inglés) cuyo acrónimo es APS) es un sensor que detecta la luz basado en tecnología CMOS y por ello más conocido como Sensor CMOS.
Gracias a la tecnología CMOS es posible integrar más funciones en un chip sensor, como por ejemplo control de luminosidad, corrector de contraste, o un  conversor analógico-digital.

## Principio de funcionamiento
El APS, al igual que el sensor CCD, se basa en el efecto fotoeléctrico. Está formado por numerosos fotositos, uno para cada píxel, que producen una corriente eléctrica que varía en función de la intensidad de luz recibida. En el CMOS, a diferencia del CCD se incorpora un amplificador de la señal eléctrica en cada fotosito y es común incluir el conversor digital en el propio chip. En un CCD se tiene que enviar la señal eléctrica producida por cada fotosito al exterior y desde allí se amplifica a la computadora.
La ventaja es que la electrónica puede leer directamente la señal de cada píxel con lo que se soluciona el problema conocido como blooming, por el que la recepción de una gran intensidad lumínica en un punto influye en los píxeles adyacentes (un brillo fuerte produce líneas blancas en la imagen). La desventaja es que entre los receptores de luz (fotositos) se encuentra mucha electrónica que no es sensible a la luz, lo que implica que no pueda captar tanta luz en una misma superficie del chip. La solución al problema vino no solo por una mayor densidad de integración, por lo que la electrónica no sensible se reducía en tamaño, sino por la aplicación de microlentes que a modo de lupa concentran la luz de cada celda en su fotosito.

Filtro Bayer utilizado en numerosas cámaras digitales.

Contiene un filtro para recoger solo la luz roja, otros para la verde y otros para el azul.

## Comparación con otros sensores
Según los fabricantes de CCDs, los sensores CMOS tienen un elevado ruido de patrón fijo (FPN, en inglés, ruido que no varía con el tiempo y que se ve como un fondo fijo en la imagen) pero sus defensores indican que tienen un bajo consumo de energía (lo cual redunda en una mayor autonomía de la cámara). Al parecer, el 'ruido' mencionado se debe a que los sensores CMOS convencionales tienen un amplificador por separado en cada píxel y estos amplificadores normalmente no serán uniformes por todo el chip y la desigualdad residual será la que genere el ruido. Por el contrario, todos los píxeles de un CCD se activan a través de una etapa común del amplificador, de modo que se evita este problema.
Por otro lado, los fabricantes de CMOS argumentan que los sensores CCD necesitan una electrónica externa compleja que eleva el coste. En la práctica, es posible encontrar implementaciones de alta calidad de ambas tecnologías.
Finalmente, se achaca a los sensores CMOS una escasa sensibilidad a la luz ultravioleta e infrarroja.
Las ventajas y desventajas dependen en parte de cada dispositivo puesto que es posible encontrar sensores CCD con características similares a los CMOS y viceversa. Sin embargo, es posible listar las características típicas como siguen:

### Ventajas de los sensores CMOS respecto a los sensores CCD
- Consumo eléctrico muy inferior
- Son más económicos porque necesitan menos componentes externos
- Pueden leer un mayor número de píxeles de forma simultánea
- El conversor digital puede estar integrado en el mismo chip
- Escaso o inexistente Blooming ("Smear")
- Mayor flexibilidad en la lectura (Previsualización más rápida, vídeo,...)
- Permiten la exposición y lectura de los píxeles de forma simultánea
- Otras topologías posibles (el sensor SuperCCD de Fujifilm emplea una construcción en forma de panel (octogonal) para los píxeles)
- Distintos tipos de píxeles (según tamaño y sensibilidad) combinables
- Muy alta frecuencia de imagen en comparación a un CCD del mismo tamaño

### Desventajas de los sensores CMOS respecto a los sensores CCD
- Menor superficie receptora de la luz por píxel
- Menor uniformidad de los píxeles (mayor ruido de patrón fijo-FPN)
- Efecto "jelly" o inestabilidad en la imagen con movimientos rápidos (se tuerce el vídeo) o flashes debido al tipo de obturación giratoria que utiliza.
- Sensores CCD han probado ser más aptos para la personalización en casos específicos. ￼

## Aplicaciones
Debido a su bajo coste, el APS comenzó a emplearse masivamente en webcams y en las cámaras de los teléfonos móviles. Sin embargo, hoy día también se utiliza en cámaras DSLR de Canon, Nikon, Pentax Sony y Sigma, pues no sólo superan en luminosidad a los sensores CCD, sino que también producen menos ruido.
En el campo de las videocámaras siguen usándose en 2005 sensores CCD, con la excepción de las cámaras de alta definición Sony HDR-HC1, HDR-HC3 y la Sony FX7 (que utiliza 3 sensores CMOS). También se emplea el APS en cámaras industriales.
Con el auge de las cámaras digitales, y la necesidad de tener una cámara en todo momento, la primera solución fueron las cámaras compactas, pero era poco práctico y con el surgimiento de nuevas tecnologías de sensores como la CMOS, abaratando los costes y el mejoramiento de la sensibilidad.
se fueron unificando, algunos ejemplos son Samsung S4, Samsung Galaxy S4 Zoom o el Nokia 7650 Nokia 7650 o el primero con zoom óptico Nokia N93 Nokia N93i. Estos son algunos ejemplos.
hoy en día la gran mayoría de teléfonos incluyen sensores CMOS. Gracias a sus múltiples ventajas.